# Parker Farris
Parker Farris (nacido el 26 de agosto de 1994 en McKinleyville, California, Estados Unidos) es un jugador de baloncesto norteamericano. Con 1 metro y 93 centímetros de estatura, juega en la posición de escolta.

## Trayectoria
Inició su carrera universitaria en la Universidad de Humboldt State (California), para posteriormente ingresar en la Universidad de Hawái Hilo, con sede en Hilo, Hawái. Allí formó parte de la plantilla de los Vulcans durante sus dos últimos años de universidad, compitiendo en la Division II de la NCAA y acreditando en 2016/17 unos promedios de 23,2 puntos y 4,3 rebotes por encuentro.